# Moritz Flotho
Moritz Flotho (* 26. Mai 2002 in Kassel) ist ein deutscher Fußballspieler.

## Karriere
Nach seinen Anfängen in der Jugend des SVH Kassel, des OSC Vellmar, des KSV Hessen Kassel und nochmals des SVH Kassel wechselte Flotho im Sommer 2019 zurück in die Jugendabteilung des KSV Hessen Kassel. Im Sommer 2021 wurde er in den Kader der ersten Mannschaft in der Regionalliga Südwest aufgenommen. Nach sechs Toren in 36 Ligaspielen wechselte er im Sommer 2022 zur zweiten Mannschaft des FC Schalke 04 in die Regionalliga West.
Nach einer Spielzeit wechselte er ligaintern im Sommer 2023 zur zweiten Mannschaft des SC Paderborn 07. Er kam dort auch zu seinem ersten Einsatz im Profibereich für die erste Mannschaft in der 2. Bundesliga, als er am 3. Dezember 2023, dem 15. Spieltag, beim 1:0-Heimsieg gegen Hannover 96 in der Startformation stand.
Im Sommer 2024 wechselte er zum SV Wehen Wiesbaden.